# Goslesolitomnik
Goslesolitomnik (del ruso: Гослесопитомник) es un jútor del raión de Kushchóvskaya del krai de Krasnodar, en Rusia. Está situado en las llanuras de Kubán-Priazov, a orillas de un pequeño arroyo tributario por la izquierda del Elbuzd, afluente del Kagalnik, 14 km al nordeste de Kushchóvskaya y 188 km al norte de Krasnodar, la capital del krai. Tenía 529 habitantes en 2010
Pertenece al municipio Razdolnenskoye.